# Isola di Geddes
L'isola di Geddes (in russo: Остров Гедж, ostrov Gedž) è un'isola russa nell'Oceano Artico che fa parte dell'arcipelago della Terra di Francesco Giuseppe.

## Geografia
L'isola di Geddes si trova nella parte centrale della Terra di Francesco Giuseppe; è situata nelle acque dello stretto di Vanderbilt (пролив Вандербильта, proliv Vanderbil'ta) a 5,5 km dall'isola di La Ronciere a nord-est e a 4 km dalla Terra di Wilczek a sud. Ha una forma circolare con un diametro di circa 1 km; l'altezza massima è di 25 m s.l.m.
Il territorio è completamente ricoperto dal ghiaccio.
L'isola è stata così chiamata in onore dello scienziato scozzese Patrick Geddes. In seguito, la spedizione Fiala-Ziegler le diede il nome di "isola di Hayden", in onore del geologo statunitense Ferdinand Vandeveer Hayden, tuttavia prevale il nome datogli in precedenza.

## Isole adiacenti
- Isola di La Ronciere (Остров Ла-Ронсьер, ostrov La-Rons'er), a nord-est.
- Terra di Wilczek (Земля Вильчека, Zemlja Vil'čeka), a sud.